# وادیم ژوک
وادیم ژوک (بلاروسی: Вадзім Жук؛ زادهٔ ۲۰ مهٔ ۱۹۵۲) داور بازنشسته فوتبال اهل بلاروس است.